# Koski
Koski (oroszul: Ко́шки) falu Oroszországban, a Szamarai területen, a Koski járás székhelye.

## Lakossága
- 1959-ben 3 620 lakosa volt.
- 1970-ben 5 428 lakosa volt.
- 1979-ben 6 658 lakosa volt.
- 1989-ben 7 352 lakosa volt.
- 2002-ben 8 137 lakosa volt.
- 2010-ben 7 969 lakosa volt, melynek 78,2%-a orosz, 10,3%-a csuvas, 5,6%-a tatár, 3,2%-a mordvin.